# Przestrzeń Schwartza
Przestrzeń Schwartza {\displaystyle {\mathcal {S}}} – w analizie harmonicznej jest to przestrzeń funkcyjna wszystkich funkcji o szybko malejących pochodnych. Tak określona przestrzeń ma ważną własność – transformata Fouriera jest automorfizmem na tej przestrzeni. Umożliwia to zdefiniowanie transformaty Fouriera dla elementów w przestrzeni do niej sprzężonej {\displaystyle {\mathcal {S}}^{*},} czyli dla dystrybucji temperowanych. Funkcje z przestrzeni Schwartza są czasami nazywane funkcjami Schwartza.

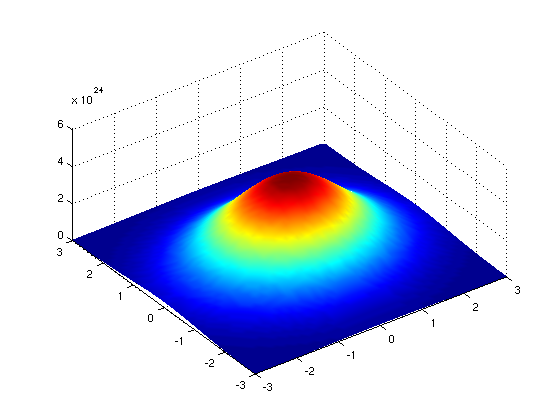
Dwuwymiarowa funkcja gaussowska jest przykładem szybko malejącej funkcji.

Przestrzeń Schwartza została nazwana na cześć francuskiego matematyka Laurenta Schwartza.

## Motywacja
Ideą stojącą za przestrzeniami Schwartza jest stworzenie zbioru wszystkich funkcji gładkich w {\displaystyle \mathbb {R} ^{n},} których pochodne szybko maleją do zera. Możemy tego dokonać przez rozważenie wszystkich możliwych pochodnych cząstkowych {\displaystyle D^{\alpha }f=\partial _{x_{1}}^{\alpha _{1}}\ldots \partial _{x_{n}}^{\alpha _{n}}f} (gdzie {\displaystyle \alpha } oznacza wielowskaźnik) na gładkiej funkcji o wartościach zespolonych {\displaystyle f\colon \mathbb {R} ^{n}\to \mathbb {C} } i wzięcie supremum wszystkich możliwych wartości {\displaystyle D^{\alpha }f} pomnożonych przez dowolny jednomian {\displaystyle x^{\beta }} i żądając, aby supremum było ograniczone. Ściślej możemy zapisać to w postaci:
{\displaystyle \sup _{x\in \mathbb {R} ^{n}}|x^{\beta }D^{\alpha }f|<\infty .}
Warto zwrócić uwagę, że gdybyśmy wymagali tylko ograniczenia pochodnych, to znaczy:
{\displaystyle \sup _{x\in \mathbb {R} ^{n}}|D^{\alpha }f|<\infty ,}
wynikałoby z tego, że wszystkie możliwe pochodne funkcji gładkiej muszą być ograniczone pewną stałą {\displaystyle c_{\alpha },} czyli:
{\displaystyle \sup _{x\in \mathbb {R} ^{n}}|D^{\alpha }f|=c_{\alpha }<\infty .}
Na przykład dla gładkiej funkcji o wartościach zespolonych {\displaystyle f\in C^{\infty }(\mathbb {R} )} danej wzorem {\displaystyle f(x)=x^{2}} mamy {\displaystyle D^{1}f(x)=2x,} co jest funkcją nieograniczoną, więc żaden wielomian nie należy do tej przestrzeni. Jeżeli jednak dodatkowo będziemy wymagać pierwotnej nierówności (tj. z jednomianem {\displaystyle x^{\beta }}), to wynik ten jest jeszcze silniejszy, ponieważ implikuje nierówność
{\displaystyle D^{\alpha }f<{\frac {k_{\alpha ,\beta }}{x^{\beta }}}} dla każdego {\displaystyle \beta } i pewnych stałych {\displaystyle k_{\alpha ,\beta },}
gdyż
{\displaystyle x^{\beta }\cdot D^{\alpha }f<x^{\beta }\cdot {\frac {k_{\alpha ,\beta }}{x^{\beta }}}=k_{\alpha ,\beta }.}
Świadczy to o tym, że tempo wzrostu wszystkich pochodnych funkcji {\displaystyle f} musi być znacznie mniejsze niż odwrotność dowolnego jednomianu.

## Definicja
Niech {\displaystyle \mathbb {N} } będzie zbiorem liczb naturalnych (z zerem) i ustalmy {\displaystyle n\in \mathbb {N} .} Przestrzeń Schwartza lub inaczej przestrzeń funkcji szybko malejących na {\displaystyle \mathbb {R} ^{n}} jest przestrzenią funkcji:
{\displaystyle S\left(\mathbb {R} ^{n},\mathbb {C} \right):=\left\{f\in C^{\infty }(\mathbb {R} ^{n},\mathbb {C} )\mid \forall \alpha ,\beta \in \mathbb {N} ^{n},\|f\|_{\alpha ,\beta }<\infty \right\},}
gdzie {\displaystyle C^{\infty }(\mathbb {R} ^{n},\mathbb {C} )} jest przestrzenią funkcji gładkich z {\displaystyle \mathbb {R} ^{n}} do {\displaystyle \mathbb {C} ,} a do tego:
{\displaystyle \|f\|_{\alpha ,\beta }:=\sup _{x\in \mathbb {R} ^{n}}\left|x^{\alpha }(D^{\beta }f)(x)\right|.}

## Przykłady funkcji z przestrzeni Schwartza
- Jeśli {\displaystyle \alpha } jest wielowskaźnikiem, a {\displaystyle a} jest dodatnią liczbą rzeczywistą, to

{\displaystyle x^{\alpha }e^{-a|x|^{2}}\in {\mathcal {S}}(\mathbb {R} ^{n}).}
- Każda funkcja gładka {\displaystyle f} o zwartym nośniku należy do {\displaystyle {\mathcal {S}}\left(\mathbb {R} ^{n}\right).} Jest to oczywiste, ponieważ każda pochodna {\displaystyle f} jest ciągła i ma ten sam, zwarty nośnik co {\displaystyle f,} więc {\displaystyle \left|x^{\beta }D^{\alpha }f\right|} ma maksimum na {\displaystyle \mathbb {R} ^{n},} gdyż każda funkcja ciągła na zbiorze zwartym przyjmuje swoje maksimum.
- Ponieważ przestrzeń Schwartza jest przestrzenią liniową, dowolny wielomian {\displaystyle \phi (x^{\alpha })} można pomnożyć przez współczynnik {\displaystyle e^{-ax^{2}}} dla dowolnej stałej {\displaystyle a>0,} aby otrzymać element przestrzeni Schwartza. W szczególności istnieje zanurzenie przestrzeni wielomianów na {\displaystyle \mathbb {R} ^{n}} w przestrzeni Schwartza.

## Własności

### Własności analityczne
- Ze wzoru Leibniza wynika, że {\displaystyle {\mathcal {S}}\left(\mathbb {R} ^{n}\right)} jest zamknięte na mnożenie punktowe – jeśli {\displaystyle f,g\in {\mathcal {S}}\left(\mathbb {R} ^{n}\right)} to także iloczyn {\displaystyle fg\in {\mathcal {S}}\left(\mathbb {R} ^{n}\right).}

- Transformacja Fouriera zadaje liniowy izomorfizm {\displaystyle {\mathcal {F}}\colon {\mathcal {S}}\left(\mathbb {R} ^{n}\right)\to {\mathcal {S}}\left(\mathbb {R} ^{n}\right).}

- Jeśli {\displaystyle f\in {\mathcal {S}}\left(\mathbb {R} ^{n}\right),} to {\displaystyle f} jest jednostajnie ciągła na {\displaystyle \mathbb {R} .}

### Związek przestrzeni Schwartza z innymi przestrzeniami liniowo-topologicznymi
- Jeśli {\displaystyle 1\leqslant p\leqslant \infty ,} to {\displaystyle {\mathcal {S}}\left(\mathbb {R} ^{n}\right)\subseteq L^{p}\left(\mathbb {R} ^{n}\right).}
- Jeśli {\displaystyle 1\leqslant p<\infty ,} to {\displaystyle {\mathcal {S}}\left(\mathbb {R} ^{n}\right)} jest gęsty w {\displaystyle L^{p}\left(\mathbb {R} ^{n}\right).}
- Przestrzeń wszystkich funkcji gładkich o nośniku zwartym {\displaystyle {\mathcal {C}}_{c}^{\infty }\left(\mathbb {R} ^{n}\right)} jest zawarta w {\displaystyle {\mathcal {S}}\left(\mathbb {R} ^{n}\right),} a nawet jej gęstym podzbiorem.